# 蜻蛉切

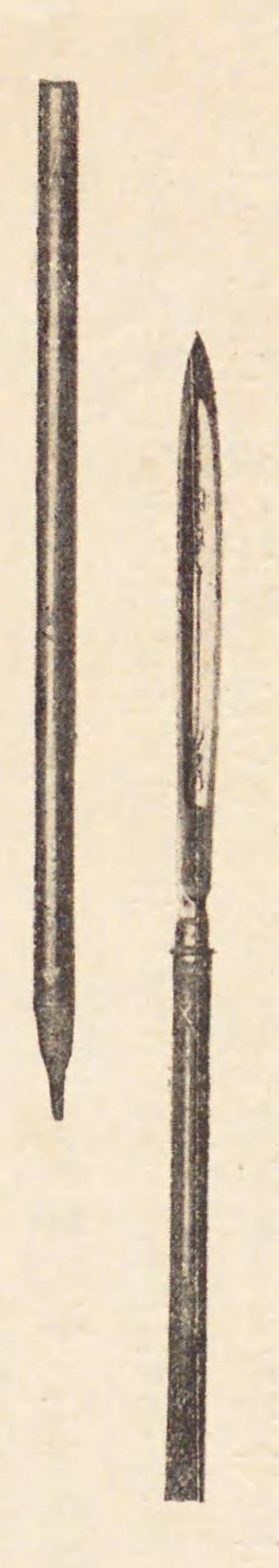
大笹穂槍・銘「藤原正真作」（号・蜻蛉切、本多忠勝所用）、室町時代の作。個人蔵。

蜻蛉切（とんぼきり）は、室町時代に作られたとされる槍（大笹穂槍）。静岡県の県指定文化財に指定されており、2019年時点では個人収蔵（佐野美術館寄託）。戦国時代の武将・本多忠勝が愛用したことで知られており、天下三名槍の一つに数えられる。

## 概要
三河文珠派の刀工・藤原正真の作。「蜻蛉切」の号は、戦場で槍を立てていたところに飛んできた蜻蛉が当たって二つに切れたことに由来するという。その名の由来、柄の長さに複数の説がある。
槍の身長きに、柄ふとく、二丈計なるに、青貝をすつたり、蜻蛉の飛来て、忽ちに触れて切れたれば、かくぞ名付しなる。—藩翰譜　第一巻
忠勝は槍術に秀で、一度槍を振れば、乱舞する蜻蛉を切り落とす、との定評があったので、所持する槍を「蜻蛉切り」と名付けられた。藤原正真の作で、身長一尺四寸五分、幅一寸二分、重ね三分半、柄は黒漆で長さ一丈三寸であった。—本多平八郎忠勝傳 P.9
一、蜻蛉剪槍は長一尺四寸二分、笹身三角、参州田原ノ住人藤原正眞作也、銘ニハ藤原正眞ト有之、穂一ハイニ樋アリ、倶利伽羅剣イ龍、上下ニ梵字五ツ彫物アリ、鞘は身形ノ黒塗也、柄はシホゼノ打柄長サ一丈三尺、白銀具眞鍮色繪菊桐ノ紋アリ。—岡崎市史　第貳巻 P.329
黒糸威胴丸具足（鹿角の兜）と共に本多家に伝わったが、第二次世界大戦時に同家を離れ、その後、沼津市の実業家・収集家の矢部利雄（1905-1996）が入手した。愛知県岡崎市の岡崎城内「三河武士のやかた家康館」にレプリカが展示されている。三島市の佐野美術館に寄託され、2015年1月から11年ぶりに展示された。

## 作風

### 刀身
笹穂の槍身で、穂（刃長）は1尺4寸（43.7センチメートル）、茎は1尺8寸（55.6センチメートル）、最大幅3.7センチメートル、厚み1センチメートル、重さは498グラム、樋（刃中央の溝）に梵字と三鈷剣が彫られている。

### 外装
柄の長さは、戦国時代の通常の槍では標準的な2丈余（6メートル）であったが、忠勝の晩年には体力の衰えから、3尺余り柄を短く詰められた。青貝螺鈿細工が施された柄であったと伝わるが、現存していない。

## 同名の槍
江戸時代末期の本多家に伝わる絵図では、本多家にもう一つ蜻蛉切と呼ばれる槍があり、形は直穂で穂（刃長）1尺4寸（42.4センチメートル）、茎1尺8寸（54センチメートル）、幅1寸2分（3.6センチメートル）、重ね3分5厘（厚み1センチメートル）。目釘孔ふたつ、銘「三藤原正真作」。彫物は笹穂の蜻蛉切と同種。
こちらの消息は全く不明である。